# 瓦尔雷阿斯
瓦尔雷阿斯（法語：Valréas，法語發音：[valʁeas]）是法国普罗旺斯-阿尔卑斯-蓝色海岸大区沃克吕兹省的一个市镇，位于该省北部，四周是德龙省，是一块飛地，属于阿维尼翁区。1317年，教皇若望二十二世购买此地作为沃奈桑伯爵领地的飞地。他的后继者在接下来的150年内又先后购买了维桑、里什朗什、格里永。

## 地理
瓦尔雷阿斯（44°23'3"N, 4°59'25"E）面积57.97 平方千米，位于法国普罗旺斯-阿尔卑斯-蓝色海岸大区沃克吕兹省，该省份为法国东南部内陆省份，北起德龙省，西北接阿尔代什省，西接加尔省，南至罗讷河口省，东南角与瓦尔省接壤，东临上普罗旺斯阿尔卑斯省。
与瓦尔雷阿斯接壤的市镇（或旧市镇、城区）包括：托利尼昂、莱河畔蒙布里松、鲁塞莱维涅、圣庞塔莱翁莱维涅、旺特罗勒、万索布尔、格里永、里什朗什、维桑。

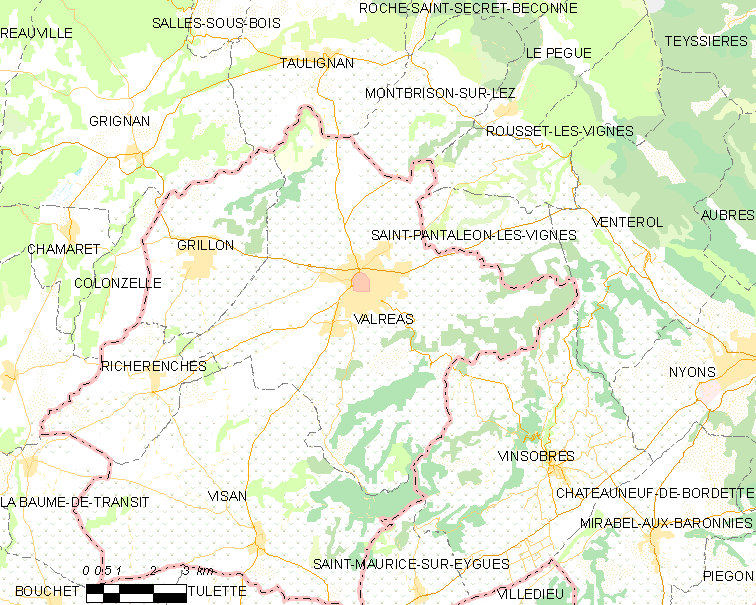
瓦尔雷阿斯的OSM定位图

瓦尔雷阿斯的时区为UTC+01:00、UTC+02:00（夏令时）。

## 行政
瓦尔雷阿斯的邮政编码为84600，INSEE市镇编码为84138。

## 政治
瓦尔雷阿斯所属的省级选区为瓦尔雷阿斯县。

## 人口

1962-2008年间瓦尔雷阿斯人口变化图示

瓦尔雷阿斯于2022年1月1日时的人口数量为9285人。